# بتن الیافی

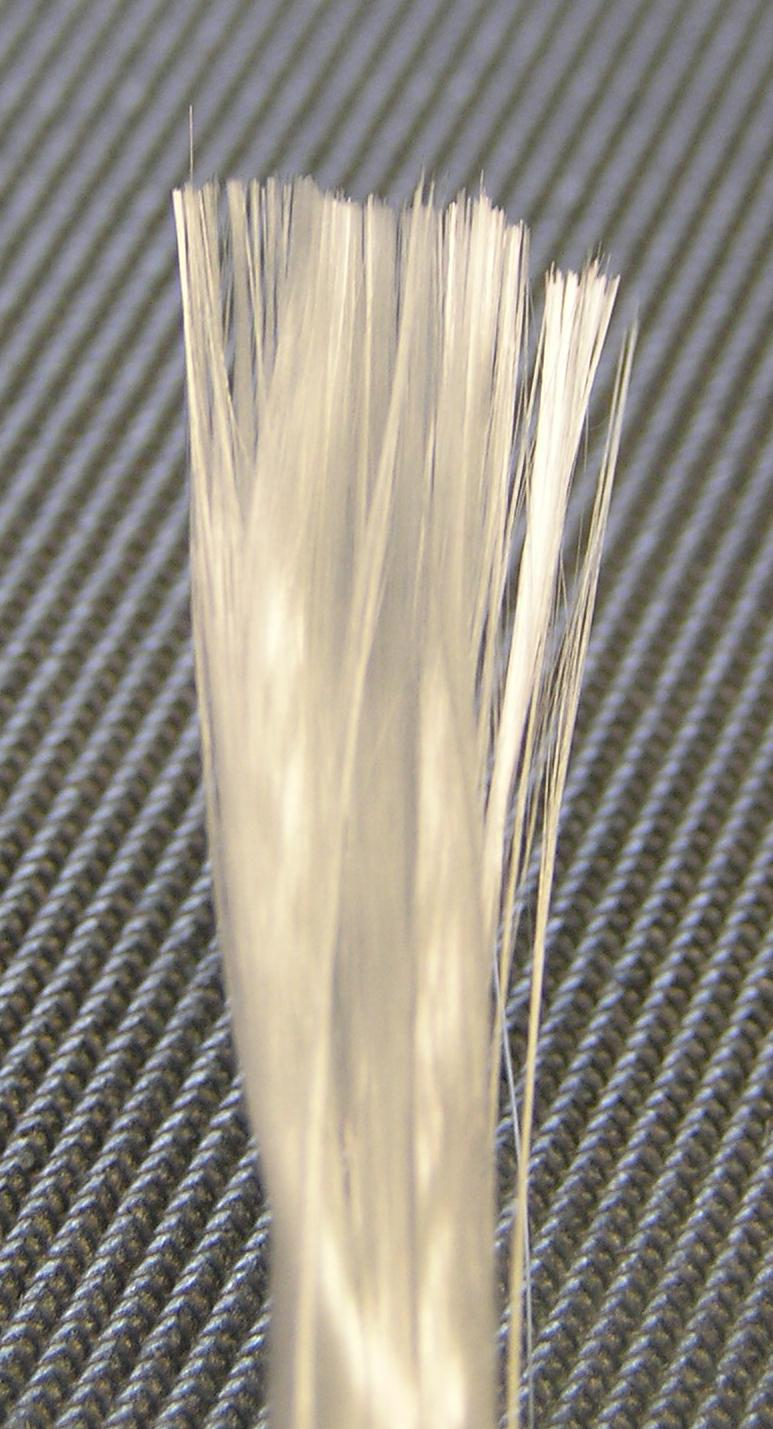
الیاف شیشه

در ساخت این نوع بتن از کامپوزیت‌ها به عنوان یک فناوری نوین در صنعت ساخت و ساز استفاده می‌شود. از جمله مواد جدیدی که جایگاه ویژه‌ای در ساخت وساز به خود اختصاص داده، افزودنی‌های بتن و الیاف تقویت‌کننده می‌باشد. این مواد باعث بهبود خواص مطلوب بتن، همچون مقاومت آن می‌گردد و در بعضی موارد با کاهش وزن بتن، مصالح بسیار سبکی را فرا راه مهندسین بنا قرار می‌دهد. از سال ۱۹۶۰ میلادی به بعد نوع جدیدی از این بتن وارد عرصه صنعتی شد. در این راه این نوع بتن جدا از هم با توزیع تصادفی به عنوان فاز جدیدی علاوه بر فازهای بتن معمولی به کار گرفته شده‌است. مقاومت کششی و برشی بتن الیافی نسبت به بتن معمولی بیشتر می‌باشد. ضخامت نهایی بتن الیافی علاوه بر کفایت در برابر بارهای استاتیکی و دینامیکی ضریب اطمینان بسیار بالایی در اجرا ایجاد می‌کند. در سازه‌های زیرزمینی که در معرض آب و رطوبت و خوردگی بیشتر قرار دارند اهمیت بالاتری دارد. علاوه بر این موارد بتن‌های الیافی در برابر بارهای دینامیکی مانند زلزله، و ضربه به دلیل خصوصیات جذب انرژی مناسب، عملکرد بسیار مناسب تری از خودشان نشان می‌دهند. به کارگیری بتن غیر مسلح به علت تردی آن به غیر از سازه‌های وزنی عملاً کاربرد چندانی ندارد. این عیب عمده بتن در عمل با مسلح کردن آن به وسیلهٔ میلگردهای فولادی یا آرماتور برطرف می‌گردد. اما از آنجا که آرماتور منحصراً بخش کوچکی از مقطع را تشکیل می‌دهد تصور اینکه مقطع بتن یک مقطع ایزو تروپ و هموژن است چندان صحیح نخواهد بود. به منظور ایجاد شرایط ایزوتروپی و نیز کاهش ضعف شکنندگی و تردی جسم بتن تا حد ممکن در چند دهه اخیر از رشته‌های نازک و نسبتاً دراز که در تمام حجم بتن به‌طور همگن و درهم پراکنده می‌گردد استفاده می‌شود. کاربرد اینگونه رشته‌ها یا الیاف در بتن و به‌طور کلی در ملات‌های سیمانی که مورد استفاده است، می‌تواند الیاف شیشه‌ای، پلی اتیلنی، فولادی، آزبست یا نایلونی باشد.

## تاریخچه الیاف
در زمان‌های گذشته، از الیاف جهت تقویت ملات‌های ترد و شکننده استفاده می‌شد که مشهورترین و پرطرفدارترین آن که به علت ارزانی قابل دسترسی بوده و هست، کاه می‌باشد که برای تقویت آجرهای خشتی و ملات کاهگل در اندودها در قبال ترک خوردگی که بعد از خشک شدن به وجود می‌آید، به کار رفته و در حال حاضر نیز ارزانترین نوع ملات در مناطق روستایی کشور است. استفاده از کاه و مخصوصاً موی دم اسب یا بز در بناهای قدیمی ایران به خصوص گنبدها سابقه طولانی و تاریخی دارد که بصیرت و اطلاع صاحبان فن را در مورد الیاف نشان می‌دهد. کاربرد الیاف فولادی از اواسط قرن اخیر آغاز گردیده و تاریخ دقیقی در مورد استفاده از این روش در دسترس نیست ولی افراد مختلف با استفاده از روش‌های متفاوتی نظیر کاربرد تکه‌های سیم یا بریده‌های فلز در داخل بتن، امتیاز این نوع روش را به نام خود به ثبت رسانده‌اند.

## طبقه‌بندی کاربردی
- با الیاف کم جهت کاهش میزان جمع شدگی در بتن (۱٪> حجم الیاف)
- با الیاف متوسط یا بتن الیافی معمولی جهت اصلاح خواص سازه‌ای نظیر برش، عرض ترک و رفتار خمشی (بیشتر در کف صنعتی به کار می‌روند)
- توانمند به عنوان نسل پیشرفته، این نوع از بتن‌ها خود به چندین دسته تقسیم می‌شوند که عبادتند:
  - بر پایه مصالح شیمیایی
  - بتن‌های حریره الیافی
  - مواد مرکب مهندسی بر پایهمصالح سیمانی (بتن‌های الیافی شکل‌پذیر)[۶]

## مزایا
مزایای این نوع بتن در مقایسه با بتن معمولی را می‌توان به‌طور خلاصه به شرح ذیل بیان داشت:
- مقاومت در مقابل تورق، سایش و هوازدگی سطح
- مقاومت زیاد در مقابل تنش‌های خستگی
- مقاومت بسیار عالی در مقابل ضربه
- قابلیت کششی خوب (ظرفیت زیاد کرنش)
- قابلیت باربری زیاد بعد از ترک خوردگی
- مقاومت کششی، خمشی و برشی زیاد
- طاقت خیلی زیاد[۷]
- این مصالح بر خلاف بتن معمولی قادر به تحمل تنش‌ها و کرنش‌های کششی قابل ملاحظه در بارهای کششی می‌باشد و می‌توان از آن در طراحی استفاده کرد.
- در این مواد، ترک خوردگی از حالت ترک‌های متمرکز خارج شده و به صورت ترک‌های متعدد ظاهر شده‌است. این رفتار در افزایش شکل‌پذیری اعضا و مهم‌تر از آن در پایایی سازه‌های بتنی تأثیرات چشمگیری دارد.
- با اتکا بر ظرفیت کرنش پذیری این مصالح در فشار می‌توان از میزان آرماتورهای محصورکننده در نواحی فشاری کاست.
- مقاومت برشی در این بتن‌ها و رفتار آن‌ها به گونه‌ای است که می‌توان آرماتورهای برشی را حذف نمود.
- از دیگر مزایای استفاده این مواد شکل‌پذیری در اعضای لرزه بر، افزایش میزان تغییر شکل‌های غیر الاستیک، عدم افت مقاومت و حفظ یکپارچگی در این تغییر شکل‌ها است که منجر به دست یابی به رفتار آسیب مدار می‌شود.
- این مواد پتانسیل زیادی جهت استفاده در المانهای جاذب انرژی به عنوان کنترل غیرفعال در بهسازی لرزه‌ای ساختمان را دارند.[۸]
- یک مزیت بارز بتن الیافی ظرفیت کاری زیاد آن است. ظرفیت کاری در این متن به مفهوم ظرفیت یک جسم به منظور تبدیل کار خارجی به :الف) انرژی کرنشی ذخیره شده قابل تغییر ب) کار داخلی با تشکیل ترک‌های جدید با رها شدن و تغییر شکل الیاف یا تولید حرارت می‌باشد. قابلیت انعطافی بتن الیافی همانند خواص مواد پلاستیکی باعث می‌شود که بتن الیافی گسیختگی ناگهانی نداشته باشد. از آنجا که الیاف فولادی در جسم بتن به‌طور سه بعدی و به بیانی بهتر چند بعدی پراکنده می‌شود در صورت تشکیل یک ترک که معمولاً انتظار تغییر شکل می‌رود در جهات مختلف الیاف اتصالاتی را به وجود آورده و از گسترش ترک جلوگیری می‌نماید؛ بنابراین رشته‌های الیاف به‌طور فعال در محدود کردن عرض ترک‌ها نقش داشته و در نتیجه با تشکیل ریزترک‌های زیاد قابلیت بهره‌برداری بتن را افزایش می‌دهد.[۹]

بتن الیافی؛ راهکاری بسیار مهم جهت بالا بردن کیفیت بتن و همزمان پایین آوردن هزینه‌ها
با گذشت زمان و افزایش جمعیت دنیا نیاز به پیشرفت در زمینه ساخت‌وساز، نگهداری و مقاوم‌سازی سازه‌های موجود و استفاده از تکنولوژی‌های نوین بیش از پیش احساس می‌شود. علاوه بر این لزوم ساخت سازه‌های مقاوم در برابر زلزله به دلیل افزایش لرزه‌خیزی کشورهای دنیا بیشتر احساس می‌شود. از جمله تکنولوژی‌های نوین که جایگاه ویژه‌ای در ساخت‌وساز به خود اختصاص داده، افزودنی‌های بتن و الیاف تقویت‌کننده در غالب بتن الیافی می‌باشد. استفاده از الیاف بتن باعث بهبود خواص مطلوب بتن، همچون مقاومت آن می‌گردد و در بعضی موارد با کاهش وزن بتن، مصالح بسیار سبکی را فرا راه مهندسین بنا قرار می‌دهد.
بتن الیافی در حقیقت نوعی کامپوزیت است که با بکارگیری الیاف تقویت‌کننده داخل مخلوط بتن، مقاومت کششی فوق‌العاده افزایش می‌یابد. این ترکیب کامپوزیتی، یکپارچگی و پیوستگی مناسبی داشته و امکان استفاده از بتن به عنوان یک ماده شکل‌پذیر جهت تولید سطوح مقاوم پر انحنا را فراهم می‌آورد. بتن الیافی از قابلیت جذب انرژی بالایی نیز برخوردار است و تحت اثر بارهای ضربه‌ای به راحتی ازهم پاشیده نمی‌شود. شاهد تاریخی این فن‌آوری، کاربرد کاه‌گل در بناهای ساختمان به جاب الیاف بتن است. در واقع بتن الیافی نوع پیشرفته این تکنولوژی می‌باشد که الیاف طبیعی و مصنوعی جدید، جانشین کاه و سیمان جانشین گل بکار رفته در کاه‌گل شده‌است.
بتن الیافی خواص مناسبی همچون شکل‌پذیری بالا، مقاومت فوق‌العاده، قابلیت جذب انرژی و پایداری در برابر ترک خوردن را دارا می‌باشد که متناسب با آن‌ها می‌توان موارد کاربرد فراوانی برای آن یافت.
مقاومت فشاری فوق‌العاده بالا از بتن الیافی با استفاده از دانه‌بندی مناسب که به‌طور همگن مخلوط شده باشند، بدست می‌آید. از سوی دیگر، افزایش نیروهای کششی / خمشی، شکستگی و کنترل آسیب به‌طور عمده به دلیل تقسیم به‌طور تصادفی از فیبرهای تقویت کننده در اختلاط حاصل می‌شود.
در نتیجه بسیاری از تحقیقات انجام شده روی بتن الیافی، نشان می‌دهد که FRC در شرایط بارگذاری دینامیکی نسبت به سایر انواع بتن‌ها ویژگی‌های کنترل آسیب فوق‌العاده‌ای دارد.
به‌طور مثال در ساخت کف سالن‌های صنعتی، می‌توان از الیاف بتن به جای آرماتور که متداول است سود جست. بتن الیافی از بهترین مصالح مورد استفاده در ساخت بناهای مقاوم در برابر ضربه، همچون سازه پناهگاه‌ها و انبارهای نگهداری مواد منفجره به‌شمار می‌رود و بناهای شکل‌گرفته از بتن الیافی قابلیت فوق‌العاده‌ای در جذب انرژی ضربه دارد. همچنین در ساخت باند فرودگاه‌ها به خوبی می‌توان از الیاف بتن کمک گرفت. موارد دیگری از بکارگیری بتن الیافی، ساخت قطعات پیش ساخته ساختمانی همچون پانل‌ها یا پاشش بتن روی سطح انحنای یک سازه می‌باشد. علاوه بر موارد یاد شده می‌توان از مزایایی همچون عایق بودن سازه در برابر صدا و سرعت بالای اجرا الیاف بتن نیز بهره‌مند گردید.

## عاملهای کیفیت
به‌طور کلی کیفیت بتن الیافی می‌تواند به عامل‌های عمده زیر بستگی داشته باشد:
- نسبت‌های مخلوط بتن
- مشخصات هندسی الیاف فولادی
- نسبت طول به قطر الیاف
- مهار مکانیکی و زبری سطح الیاف
- مشخصات فیزیکی و جنس الیاف فولادی[۵]

### الیاف شیشه
اضافه کردن الیاف شیشه به بتن به شدت بر کاهش کارایی بتن تازه تأثیر می‌گذارد، بنابراین باید از روانسازهای مناسب استفاده کرد و شیوه مناسب اختلاط را نیز تجربه کرد. همچنین الیاف شیشه‌ای به شدت تمایل دارند که در بتن تازه به یکدیگر چسبیده و گلوله شوند که به این پدیده گلوله شدن الیاف می‌گویند. واضح است که در صورت وقوع این پدیده، توزیع الیاف دیگر یکنواخت نبوده و بنابراین برای برطرف کردن آن باید چاره اندیشی کرد. الیاف شیشه‌ای مخصوص (تارهای بریده شده) دارای قطرهایی بین ۰٫۰۰۵ تا ۰٫۰۱۵ میلی‌متر هستند که این نوع الیاف ممکن است در تولید عناصری با الیاف شیشه‌ای به یکدیگر اتصال یابند که در این صورت قطر الیاف اتصال یافته به ۰٫۰۱۳ تا ۱٫۳ میلی‌متر می‌رسد.

### الیاف فولادی
الیاف فولادی به منظور بهبود بخشیدن به خواص بتن، کاربرد وسیعی را در سازه‌های بتنی و بتن مسلح پیدا کرده‌است. یکی از مهم‌ترین نقش‌های الیاف فولادی در بتن افزایش مقاومت کششی بتن به وسیلهٔ کاهش ایجاد ریزترک‌های حاصله از بارگذاری خارجی است.

### الیاف پلی پروپیلن
کاربرد الیاف پلی پروپیلن از ترک خوردگی و جمع شدگی بتن بخصوص در سنین اولیه آن جلوگیری می‌کند. تولید بتنی شکل‌پذیر با الیاف پلی پروپیلن در بتن الیافی دارای شکل‌پذیری بسیار زیادی می‌باشد و هرگز خرد نمی‌شود. الیاف پلی پروپیلن آب گریز است و درصد جذب آب آن صفر می‌باشد؛ بنابراین هرگز نباید از افزودن آب اضافی جهت افزایش روانی بتن استفاده کرد.

### الیاف آرامید(کولار)
پلیمرهای آرامید دارای خصوصیاتی چون نقطه ذوب بالا و پایداری حرارتی عالی ومقاومت در برابر شعله وغیر قابل حل بودن در بسیاری از حلال‌های آلی شناخته شده‌اند دانسیته آن بین ۱۲–۱۴٫۶ کیلو نیوتن بر متر مکعب می‌باشد دارای خواصی چون مقاوت در برابر ضربه عدم حساسیت به شکاف خواص الکتریک- خود خاموش کنی از خصوصیات آن می‌باشد. الیاف آرامید در شکل‌های مختلف وجود دارند و همانند الیاف شیشه و کربن می‌توانند در ساخت کامپوزیتها مورد استفاده قرار گیرند. الیاف آرامید به دلیل سبکی، پایداری حرارتی خوب و چقرمگی عالی، مورد توجه قرار گرفته‌اند. الیاف کولار از زنجیرهای مولکولی طولانی پلی پارافتیلن ترفنال آمید، تولید شده‌اند. آرایش یافتگی بالای زنجیرها به همراه اتصال خوب بین آنها، تلفیق منحصربه‌فردی از خواص را ایجاد می‌نماید که برخی از آن‌ها عبارت اند از:
- استحکام کششی بالا و وزن کم
- ازدیاد طول کم در پارگی
- چقرمگی خوب
- مدول بالا[۶]

### الیاف کربن
دانسیسته آن ۲۲٫۷ کیلو نیوتن برمتر مکعب می‌باشد وشکل مختلف آن بلوری می‌باشد وضخامت آن نازکتر از موی انسان می‌باشد و دارای قطر ۶–۱۰میکرو متر می‌باشد. مزایایی اصلی آن:استحکام بالای خستگی-مقاومت در برابر خوردگی- ضریب انبساط حرارتی پاییند. معایب: قیمت بالا -کرنش در شکست-هادی الکتریکی

## روش و میزان مصرف
الیاف را می‌توان در هر زمان به میکسر اضافه نمود. همچنین می‌توان الیاف را در انتها به آب طرح اختلاط اضافه نمود و داخل میکسر ریخت که در این صورت باید برای رسیدن به مخلوط یکنواخت، ۳ تا ۴ دقیقه دیگر هم زدن ادامه یابد. در صورت استفاده از بتن آماده، می‌توان الیاف را به تدریج داخل تراک میکسر ریخت و هم زدن در دور تند باید به قدری ادامه داشته باشد که از پخش کامل الیاف داخل بتن مطمئن شد. مقدار مصرف الیاف با توجه به عملکرد مورد نظر، از ۰٫۶ تا ۳ کیلوگرم در مترمکعب متغیر است.

## موارد کاربرد
- تسطیح اضافی، جهت افزایش مقاومت بتن مسلح به منظور کاهش ترک خوردگی و افزایش قدرت جذب انرژی تحت اثر.
- بارهای ضربه‌ای
- موج‌های انفجاری
- وضعیت‌های پیچیده تنش
- جانشین شدن به جای بتن آرمه معمولی به منظور:
  - کاهش هزینه دستمزد قطعات پیش ساخته بتنی
  - تثبیت و پایدارسازی شیب‌های سنگی و دیوارهای ریزشی
- خاکبرداری‌ها در مناطق مهم
- تسطیح منحصربه‌فرد و خاصیت یکنواخت و ایزوتوپ در نتیجه توزیع همگن الیاف در جسم بتن.
- به منظور بهبود در در معیارهای تکنولوژیکی بتن، الیاف را می‌توان با بتن آرمه معمولی و با بتن پیش تنیده نیز بکار گرفت. این موارد عبارتند از:
  - فنداسیون موتورها و ماشین آلات صنعتی بزرگ توربین‌ها، پرس‌های بزرگ، ژنراتورهای دیزلی و…)
  - دیوارهای حفاظتی، پناهگاه‌ها و آشیانه هواپیما
  - ساختمان رآکتورهای اتمی
  - قطعات مربوط به تونلسازی و حفاری معادن
  - تیرهای پیش تنیده بتنی
  - شمع‌های ضربه گیر
  - قطعات نسوز با الیاف فولادی اعلا[۱۳]

## محدودیت‌های کاربرد
- از آنجا که نحوه قرار گرفتن الیاف داخل بتن، کاملاً تصادفی می‌باشد، از این بتن معمولاً نمی‌توان به نحو مطلوبی در ساخت تیرها و ستونها بهره گرفت و در این نوع سازه‌ها استفاده از روش سنتی و شبکه بندی فولادی به صرفه تر و مناسب تر می‌باشد.
- استفاده از بتن الیافی در همه موارد از بتن سنتی به صرفه تر نمی‌باشد. اما بر اساس برآوردهایی که توسط بعضی از متخصصین کشور انجام گرفته‌است، در جاهایی که سرعت اجرای بالا مدنظر است یا نیاز به پاشش بتن (شاتکریت) روی سطوح ویژه‌ای است، استفاده از این نوع بتن توصیه می‌گردد.<